# Gumbsheim
Gumbsheim ist eine Ortsgemeinde im Landkreis Alzey-Worms in Rheinland-Pfalz. Sie gehört der Verbandsgemeinde Wöllstein an.

## Geographie
Als Weinbaugemeinde liegt Gumbsheim im größten Weinbau treibenden Landkreis Deutschlands und mitten im Weinanbaugebiet Rheinhessen. Bad Kreuznach liegt ca. 10 Kilometer nordwestlich der Gemeinde. In Gumbsheim mündet der Dunzelbach in den Rohrbach.

### Klima
Der Jahresniederschlag beträgt 539 mm.

## Geschichte
Erstmals wurde der Ort 738 in einer Urkunde des Klosters Lorsch als Gimminsheim urkundlich erwähnt.

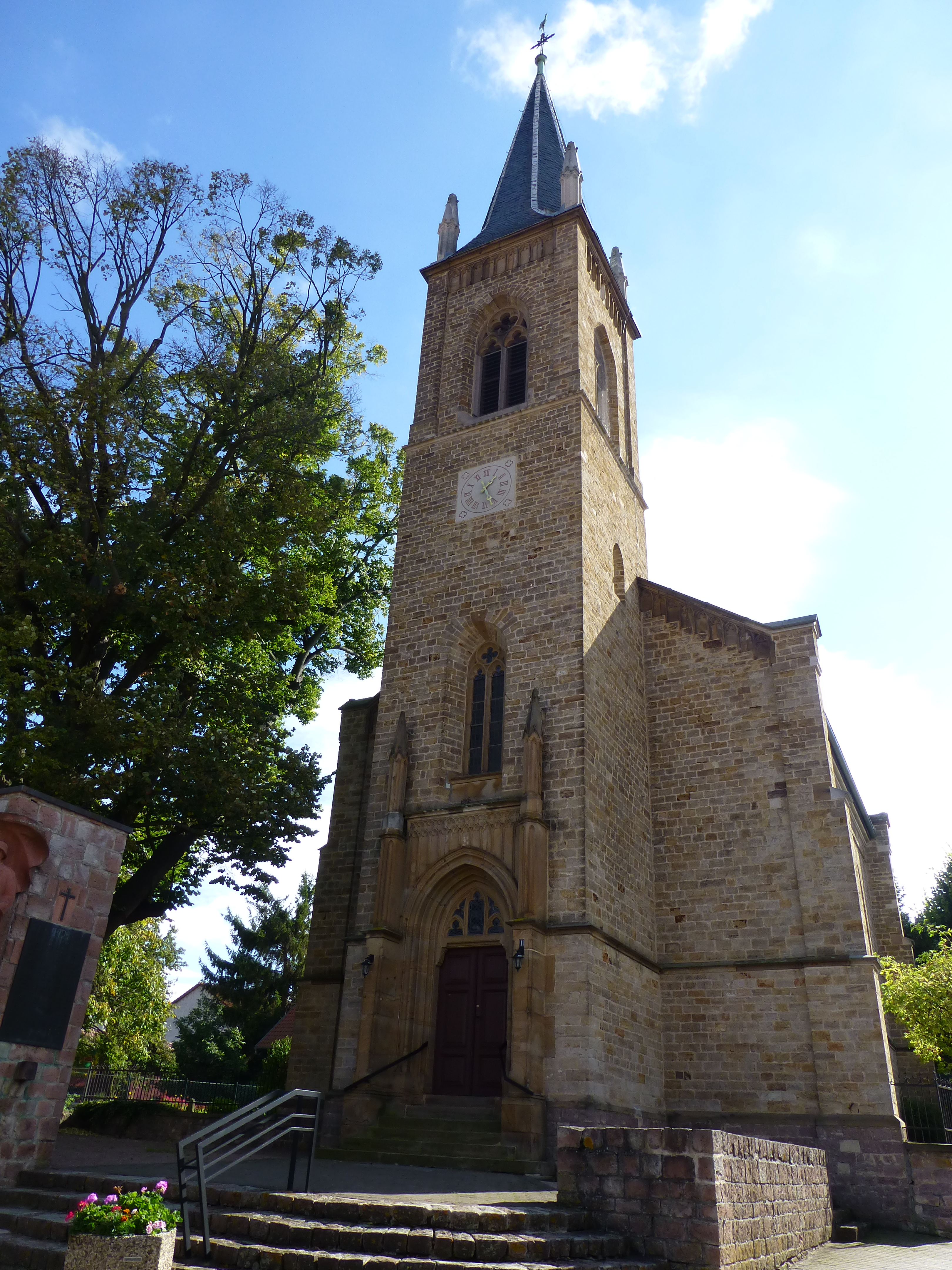
Gumbsheim – Evangelische Kirche

## Politik

### Gemeinderat
Der Ortsgemeinderat in Gumbsheim besteht aus zwölf Ratsmitgliedern, die bei der Kommunalwahl am 9. Juni 2024 in einer Mehrheitswahl gewählt wurden, und dem ehrenamtlichen Ortsbürgermeister als Vorsitzendem.

### Bürgermeister
Ortsbürgermeister ist Rudi Eich. Bei der Direktwahl am 26. Mai 2019 wurde er mit einem Stimmenanteil von 81,43 % in seinem Amt bestätigt. Bei der Direktwahl am 9. Juni 2024 setzte er sich mit 56,5 % gegen einen Mitbewerber durch.